# Cebula kartoflanka
Cebula kartoflanka (Allium cepa L. var. aggregatum G. Don) – odmiana cebuli zwyczajnej. Występuje wyłącznie w uprawie.

## Morfologia
Roślina ta nie tworzy jednej dużej cebuli, ale gniazdo składające się z kilku/kilkunastu małych, kulistych, nieco spłaszczonych cebulek. W krótkim czasie wytwarza wiele rurkowatych liści, które wewnątrz są puste. Ma łuski barwy brązowej lub żółtej, czasem białej lub czerwonobrązowej o strukturze pergaminowej. Rzadko wytwarza pędy kwiatostanowe i zawiązuje nasiona o słabej zdolności kiełkowania. Cebula kartoflanka ma niewielkie wymagania klimatyczne i glebowe. Dobrze rośnie na glebach zarówno lekkich, próchnicznych, jak i na piaszczystych, gliniastych. Rozmnażana jest wegetatywnie z małych (15-20 mm) cebulek potomnych. Wysadza się je do gruntu jesienią (zbiór w sierpniu następnego roku) lub wiosną (zbiór w październiku). Zbiory powinno się rozpocząć po załamaniu i zaschnięciu szczypioru.
Cebula kartoflanka charakteryzuje się dużo łagodniejszym smakiem niż cebula zwyczajna.